# Filmcensur
Filmcensur är censur av film. Oftast avses censur av våld eller sexuellt innehåll i spelfilmer eller TV-serier. Filmcensuren kan även vara politisk eller religiös, något som i demokratiska stater förväntas undvikas även om diskussion kan uppstå om till exempel filmens budskap anses motarbeta demokratin.

## Filmcensur i världen

### Historik
I länder där exempelvis tidningar censurerades var redan från början filmverksamhet mer eller mindre statskontrollerad. Det är oklart när organiserad förhandscensur av alla filmer avsedda för allmän visning först infördes. I Berlin, Tyskland infördes förhandscensur utförd av polismyndigheten år 1906, efter att poliser hade förlöjligats i spelfilmer, och en tysk källa uppger att detta var första förhandsfilmcensuren i världen. Roger Blomgren uppger i sin bok Staten och filmen att den svenska filmcensuren år 1911 var först i världen.

### Finland
I Finland förhandsgranskas bildprogram avsett för minderåriga av statens filmgranskningsbyrå. Allmän filmcensur infördes 1911 och avskaffades 2001.

### Sverige

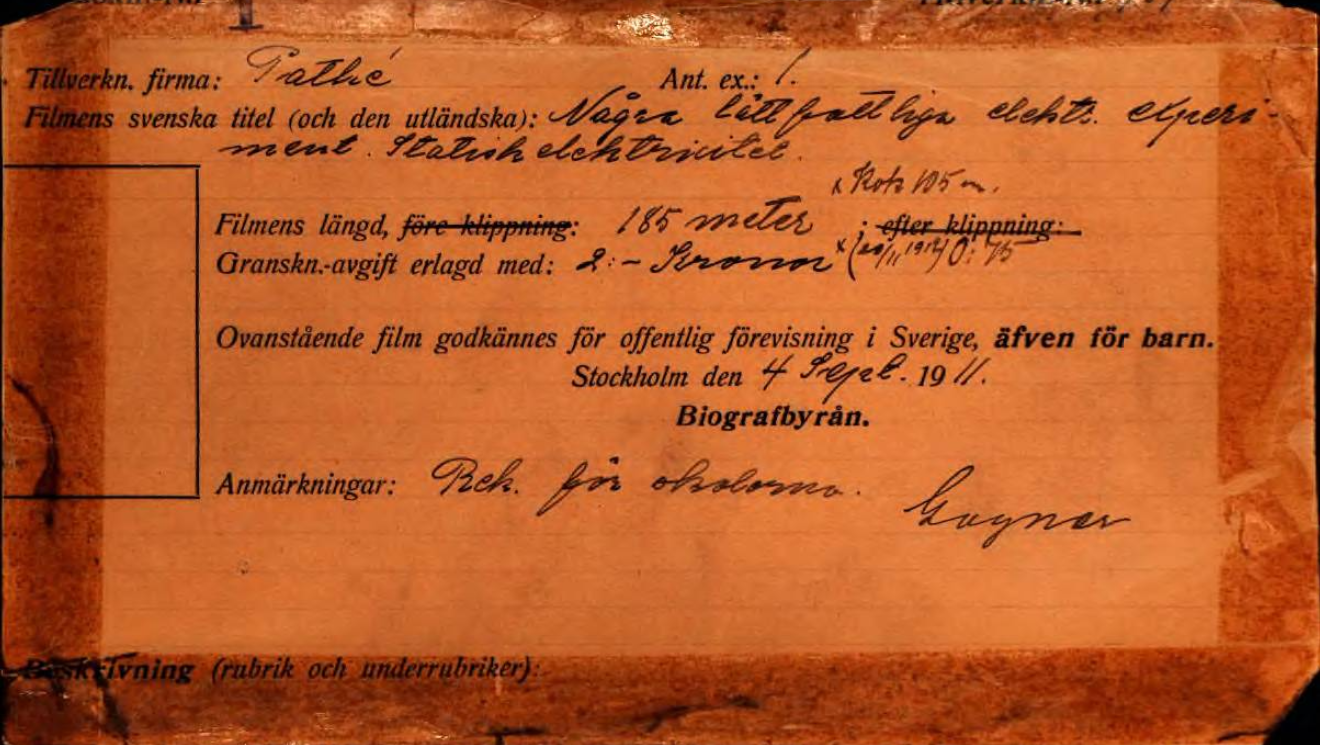
Det så kallade granskningskortet för den första film i Sverige som granskats av Biografbyrån.

Sverige tillämpade teatercensur mellan 1835 och 1872, samt filmcensur mellan 1911 och 2011.
Till och med 2010 var biograffilm det enda massmedium som enligt svensk lag fick förhandsgranskas av staten. Detta ansvar låg hos Biografbyrån. Den sista film med biografpremiär att censureras i Sverige var Casino 1995. 2009 föreslogs i en utredning (SOU 2009:51) att vuxencensuren avskaffas, vilket skulle innebära att filmer som distributören väljer att inte låta granska blir tillåtna och automatiskt får åldersgränsen 15 år. Om distributören vill ha en lägre åldersgräns måste filmen dock granskas, föreslår utredningen. Den 2 december 2010 beslutade riksdagen att avskaffa filmcensuren från och med 1 januari 2011. Sedan 2011 är Statens medieråd ansvarigt för att sätta åldersgränser för film som är avsedd att visas för barn under 15 år offentligt.

### I USA
I USA inrättade filmindustrin genom Motion Picture Association of America (MPAA) en självcensur i form av Produktionskoden för att undvika en statlig myndighet för filmcensur. Denna hade ett mycket stort inflytande över i stort sett all amerikansk film under tre decennier från 1930-talet. 1968 övergav MPAA produktionskoden till förmån för ett klassificeringssystem med råd om vilken publik filmen riktar sig till (exempelvis NC-17 som betyder att ingen under 17 ska släppas in till filmen). Klassificeringssystemet bygger på frivillighet, men fungerar som en sorts de facto-censur i USA då många distributörer vägrar visa och sälja oklassificerade eller NC-17-filmer vilket i sin tur leder till att filmskapare klipper ner sina filmer för att få en mildare klassificering. Klassificeringar bestäms utan allmän insyn och skälen till en klassificering är hemliga. I dokumentären This Film Is Not Yet Rated framkom det att överklagande av klassificeringar till MPAA bedöms av en panel där representanter från olika kyrkgrupper i USA ingår.